# 루마자바
루마자바(말라가시어: romazava)는 고기와 파라크레스 등을 넣어 끓인 마다가스카르의 국물 요리이다. 이웃한 코모로에서도 즐겨 먹는으며, 마다가스카르의 국민 음식으로 여겨진다.

## 이름
말라가시어 "루마자바(romazava)"는 "맑은 국"이라는 뜻이다. "루(ro)"는 "국, 수프"를, "마자바(mazava)"는 "맑다, 밝다"를 뜻한다.

## 만들기
고기는 주로 쇠고기(보통 인도혹소고기)를 쓰지만, 돼지고기나 닭고기, 새우 등을 쓰기도 한다. 파라크레스, 갓, 물냉이, 고구마 잎 등 브레드라 불리는 잎채소를 넣는데, 특히 현지에서 "아나마파나(anamafana)", "아나말라후(anamalaho)", "키말로(kimalao)", "키무투두하(kimotodoha)" 또는 "브레드 마판(brède mafane)"으로 불리는 파라크레스는 빼놓을 수 없는 재료이다.
고기를 기름에 지져 겉면에 갈색이 돌도록 익힌 뒤, 양파 또는 셜롯, 마늘, 생강 등 향신채와 토마토 등을 넣고 물을 부어 졸아들 때까지 푹 익힌다. 이후 파라크레스 등 브레드를 넣고 더 익히는데, 이때 파라크레스의 잎뿐만 아니라 꽃눈을 함께 넣는다. 파라크레스의 꽃눈은 산아미드의 하나인 스필란톨을 함유하고 있어, 톡 쏘는 맛과 입이 얼얼한 느낌을 내며 침이 분비되게 한다.
잘 익힌 루마자바는 쌀밥, 고추, 루가유 등과 함께 낸다.

## 같이 보기
- 타카카